# Alligator Island (Antarktika)
Alligator Island ist eine 800 m lange, steil aufragende und felsige Insel in der Bay of Winds vor der Küste des ostantarktischen Königin-Marie-Lands. Sie liegt 6,5 km westlich der Jones Rocks.
Entdeckt wurde sie von der Mannschaft der Westbasis der Australasiatischen Antarktisexpedition (1911–1914) des australischen Polarforschers Douglas Mawson. Sie benannten die Insel nach ihrer Form, die an einen Alligator erinnert.